# 横山彰利
横山 彰利（よこやま あきとし）は、日本の男性アニメーター、キャラクターデザイナー、アニメ演出家、アニメ監督、脚本家。

## 来歴
東京デザイナー学院卒業後、アニメーターとしてスタジオぎゃろっぷへ。その後、フリーランスとなる。
1989年『機動戦士SDガンダムシリーズ』で初のキャラクターデザイン。『無責任艦長タイラー』『装甲騎兵ボトムズ 赫奕たる異端』『機動戦士ガンダム 第08MS小隊』『カウボーイビバップ』等の作画監督・原画を経て、1999年『∀ガンダム』の第6話「忘れられた過去」で演出へ転向。
その後、『OVERMANキングゲイナー』『サムライチャンプルー』『電脳コイル』『カイバ』『四畳半神話大系』等の絵コンテ・演出を経て、2013年『フォトカノ』で初監督を務める。
2015年には日本アニメ（ーター）見本市にて、内山まもる原作『ザ・ウルトラマン』の監督・脚本・絵コンテを手がける。

## 参加作品

### テレビアニメ

#### 監督・絵コンテ・演出参加作品
1999年
- ∀ガンダム（-2000年、絵コンテ・原画・OP原画）

2000年
- 機巧奇傳ヒヲウ戦記（-2001年、原画・OP原画・ED絵コンテ/演出/原画）

2002年
- ラーゼフォン（絵コンテ・演出・作画監督補佐・第一原画）
- OVERMANキングゲイナー（-2003年、絵コンテ・演出）

2003年
- WOLF'S RAIN（演出・原画）
- スクラップド・プリンセス（絵コンテ・原画）
- 鋼の錬金術師（-2004年、絵コンテ）

2004年
- 十兵衛ちゃん2（絵コンテ）
- 鉄人28号（絵コンテ・作画監督・原画・OP演出）
- 絢爛舞踏祭 ザ・マーズ・デイブレイク（絵コンテ）
- KURAU Phantom Memory（絵コンテ・原画）
- サムライチャンプルー（絵コンテ・演出・原画）

2005年
- 交響詩篇エウレカセブン（-2006年、演出）

2006年
- ケモノヅメ（絵コンテ・演出・原画）
- 天保異聞 妖奇士（-2007年、戦闘設計・絵コンテ・演出・作画監督・原画・動画）

2007年
- 電脳コイル（絵コンテ・演出）
- 天元突破グレンラガン（演出）
- 精霊の守り人（絵コンテ）

2008年
- カイバ（脚本・絵コンテ・演出・原画）
- ONE OUTS -ワンナウツ-（-2009年、絵コンテ・OP原画）

2009年
- NARUTO -ナルト- 疾風伝（絵コンテ・演出・原画）

2010年
- 四畳半神話大系（絵コンテ・演出・原画）

2011年
- X-MEN（絵コンテ）
- デッドマン・ワンダーランド（絵コンテ・演出・原画・OP原画）
- THE IDOLM@STER（絵コンテ・演出・原画）

2012年
- LUPIN the Third -峰不二子という女-（絵コンテ）

2013年
- フォトカノ（監督・シリーズ構成・脚本・絵コンテ・演出・原画・OP絵コンテ/演出/原画）
- 進撃の巨人（絵コンテ・演出・原画・第二原画）

2014年
- キルラキル（絵コンテ）
- ニセコイ（絵コンテ）
- 少年ハリウッド -HOLLY STAGE FOR 49-（絵コンテ・ダンスパート絵コンテ）
- 暁のヨナ（絵コンテ・原画）

2015年
- 幸腹グラフィティ（絵コンテ）
- ニセコイ:（絵コンテ）

2017年
- 神撃のバハムート VIRGIN SOUL（絵コンテ）
- 異世界はスマートフォンとともに。（絵コンテ）

2018年
- Cutie Honey Universe（監督・絵コンテ）

2019年
- 炎炎ノ消防隊（絵コンテ）

2021年
- 月とライカと吸血姫（監督・脚本・絵コンテ）

2024年
- オリジナルショートアニメ大作戦!（監督）

#### アニメーター参加作品
1984年
- ルパン三世 PARTIII（-1985年、動画）

1985年
- タッチ（-1987年、動画・動画チェック）

1987年
- 陽あたり良好!（-1988年、原画）
- アニメ三銃士（-1988年、原画）

1988年
- キテレツ大百科（原画）

1989年
- ミスター味っ子（原画）
- らんま1/2（原画）
- らんま1/2 熱闘編（原画）

1991年
- 魔法のプリンセス ミンキーモモ（原画）

1992年
- あしたへフリーキック（原画）

1993年
- 無責任艦長タイラー（作画監督・原画）
- ヤダモン（原画）
- 幽☆遊☆白書（原画）
- 熱血最強ゴウザウラー（原画）

1995年
- 新世紀エヴァンゲリオン（-1996年、原画）

1997年
- EAT-MAN（原画）
- シティーハンター グッドバイ・マイ・スイートハート（原画）

1998年
- カウボーイビバップ（原画）
- ジェネレイターガウル（原画）

2000年
- タイムボカン2000 怪盗きらめきマン（OP原画）

2001年
- 機動天使エンジェリックレイヤー（レイアウト作監・OP原画）

2006年
- 獣王星（OP原画）

### 劇場アニメ
1989年
- アニメ三銃士アラミスの冒険（原画）

1992年
- ドラゴンクエスト ダイの大冒険 起ちあがれ!!アバンの使徒（原画）

1998年
- 機動戦士ガンダム 第08MS小隊 ミラーズ・リポート（作画監督）

2000年
- 劇場版 エスカフローネ（作画監督・原画）

2001年
- カウボーイビバップ 天国の扉（原画）

2003年
- ラーゼフォン 多元変奏曲（作画監督協力）

2006年
- ガラクタの町（原画）

2007年
- 鉄人28号 白昼の残月（絵コンテ協力）
- ピアノの森（原画）

2009年
- サマーウォーズ（原画）
- 劇場版 NARUTO -ナルト- 疾風伝 火の意志を継ぐ者（絵コンテ・原画）

2014年
- THE LAST -NARUTO THE MOVIE-（原画）

2022年
- 四畳半タイムマシンブルース（絵コンテ・演出）

### OVA
1986年
- 県立地球防衛軍（動画チェック）

1987年
- TO-Y（原画）

1988年
- 吸血姫美夕（原画）

1989年
- 冥王計画ゼオライマー（原画）
- 機動戦士SDガンダムMK-III（キャラクターデザイン・作画監督・原画）

1990年
- 機動戦士SDガンダム外伝（キャラクターデザイン・作画監督）
- 機動戦士SDガンダムMK-IV（キャラクターデザイン・作画監督）
- 機動戦士SDガンダムMK-V（キャラクターデザイン・作画監督・原画）
- 冒険!イクサー3（原画）

1991年
- 孔雀王3 櫻花豊穣（原画）

1992年
- ジャイアントロボ THE ANIMATION -地球が静止する日（-1998年、原画）

1994年
- 装甲騎兵ボトムズ 赫奕たる異端（作画監督補・原画）

1995年
- 沈黙の艦隊（レイアウト作画監督・原画）

1996年
- 機動戦士ガンダム 第08MS小隊（-1999年、作画監督・レイアウト作画監督・作監協力・原画）

2007年
- 鴉 -KARAS-（原画）

2012年
- まりもの花 〜最強武闘派小学生伝説〜（監督・原画）

2014年
- ニセコイ（絵コンテ）

### ゲーム
1999年
- ファイナルファンタジーVIII（2Dフィールドモーションアニメーター）

2004年
- シャイニング・ティアーズ（OP絵コンテ・演出）

2005年
- 戦国BASARA（監督・絵コンテ・演出）

### その他
2015年
- 日本アニメ（ーター）見本市 「ザ・ウルトラマン」（監督・脚本・絵コンテ・原画）

2022年
- シン・ウルトラマン（絵コンテ）